# Lotobia nigeriana
Lotobia nigeriana är en tvåvingeart som beskrevs av Han och Kim 1996. Lotobia nigeriana ingår i släktet Lotobia och familjen hoppflugor.
Artens utbredningsområde är Nigeria. Inga underarter finns listade i Catalogue of Life.